# Marta Aledo
Marta González de Aledo dit Marta Aledo est une actrice et réalisatrice espagnole née le 2 mai 1978 à Madrid.
Elle est notamment connue par sa participation dans la série Derrière les barreaux sur la chaîne Antena 3 dans le rôle de Teresa « Tere » González,,.
Essentiellement connue comme actrice, elle a réalisé plusieurs courts métrages.

## Biographie
Diplômée en image et son de l'Université complutense de Madrid, Marta Aledo complète son parcours scolaire en faisant de la danse et du théâtre. Après avoir fait ses débuts en tant qu'actrice à la télévision en 1997 dans la série Al salir de clase, elle est également vue dans des séries grand public à la télévision espagnole comme : Médico de familia, Siete vidas, Hospital Central ou L'Aigle rouge avec des rôles secondaires. 
En 1997, elle fait ses débuts au cinéma et joue un petit rôle dans le film Airbag de Juanma Bajo Ulloa. C'est seulement en 2015, que sa carrière décolle lorsqu'elle commence à interpréter le personnage de « Tere » dans la série télévisée espagnole Derrière les barreaux. Elle remporte de nombreux prix avec le court-métrage Seattle en 2018 en tant que réalisatrice,.

## Filmographie

### En tant qu’actrice

#### Télévision
- 1997 : Al salir de clase
- 1998 : Médico de familia
- 1998 : Petra Delicado
- 1999 : Robles, investigador
- 2000 : Periodistas
- 2002-2003 : Policías, en el corazón de la calle
- 2003 : Salvaje
- 2003-2006 : Hospital Central
- 2004 : Casi perfectos
- 2004 : Flores muertas.
- 2004 : La Famille Serrano
- 2005 : Mes adorables voisins
- 2005 : Siete vidas
- 2006 : Cuatro esferas
- 2006 : Fuera de control
- 2007 : Hermanos y detectives
- 2008 : U.C.O
- 2008 : Impares
- 2008 : Lex
- 2008 : Cazadores de hombres
- 2009 : Acusados
- 2009-2013 : L'aigle rouge
- 2010 : Sofía
- 2012 : El don de Alba
- 2013 : Gran Reserva: El origen
- 2014 : Bienvenidos al Lolita
- 2015-2019 : Derrière les barreaux : Teresa González dite Tere
- 2019 : Élite : la mère de Cayetana

#### Cinéma
- 1997 : Airbag
- 2000 : Talk show
- 2000 : Besos para todos
- 2000 : El gran marciano
- 2004 : Oculto
- 2004 : Para que no me olvides
- 2004 : Princesas
- 2004 : Reinas
- 2005 : Azul
- 2006 : Mujeres en el parque
- 2006 : Las trece rosas
- 2007 : Tocar el cielo
- 2009 : La vergüenza
- 2009 : Étreintes brisées
- 2012 : Les Amants passagers
- 2025 : El talento de Polo Menárguez

#### Courts-métrages
- 2003 : Carisma
- 2004 : La luz de la primera estrella
- 2005-2006 : Marta contra Marta
- 2005 : Ponys
- 2006 : Reparación
- 2006 : Ludoterapia
- 2008 : Machu Picchu
- 2008 : Un día cualquiera
- 2009 : La Conseillère anthropophage (La concejala antropófaga)
- 2010 : Skye
- 2010 : No te miento si adivinas lo que pienso
- 2013 : Das kind

### En tant que réalisatrice
Courts métrages
- 2007 : Test
- 2009 : Pichis
- 2015 : Jingle
- 2018 : Seattle